# Dichotomius satanas
Dichotomius satanas là một loài bọ cánh cứng trong họ Bọ hung (Scarabaeidae).